# Burlacu
Burlacu est une commune de Moldavie située dans le rayon de Cahul comptant 2087 habitants au recensement de 2004